# Templo de Júpiter Apenino
O Templo de Júpiter Apenino ou Templo de Júpiter Poenino foi um templo úmbrio-romano que ficava no sopé do Monte Cátria, perto da moderna vila de Scheggia, entre as atuais regiões de Úmbria e Marche, na Itália. O templo ficava perto da antiga Via Flamínia, a 200 km (135 milhas romanas) de Roma, onde a estrada cruzava os Apeninos. A estrutura, outrora um dos santuários mais importantes da Úmbria, agora desapareceu completamente.

## Dedicatória
O templo foi dedicado a Jupiter Poeninus ou Apenninus, resultante da sincretização da divindade celta Poenina/Poeninus com Júpiter. A divindade estava ligada ao deus lígure Poeninus mencionado por Lívio em relação a um culto na montanha, por sua vez ligado ao termo celta pen, que significa "montanha, colina" ou, mais geralmente, "altura". O culto a Jupiter Poeninus teve origem antes da conquista romana e foi importado para a Úmbria pelos celtas. Nesta região, ela é atestada não apenas em Scheggia, mas também em territórios vizinhos, como o de Nuceria Camellana, onde o pico mais alto da área, o Monte Penino, recebeu o nome do deus.
Uma inscrição dedicatória descrita abaixo atribui a esta divindade a denominação "Optimus Maximus", própria de Júpiter. A divindade deve ser identificada com Jupiter Grabovius, um deus mencionado muitas vezes nas Tábuas Iguvinas. Junto com Mars Grabovius e Vofionus Grabovius, ele fez parte da Tríade Arcaica de Ikuvium/Iguvium (hoje Gubbio).

## Localização

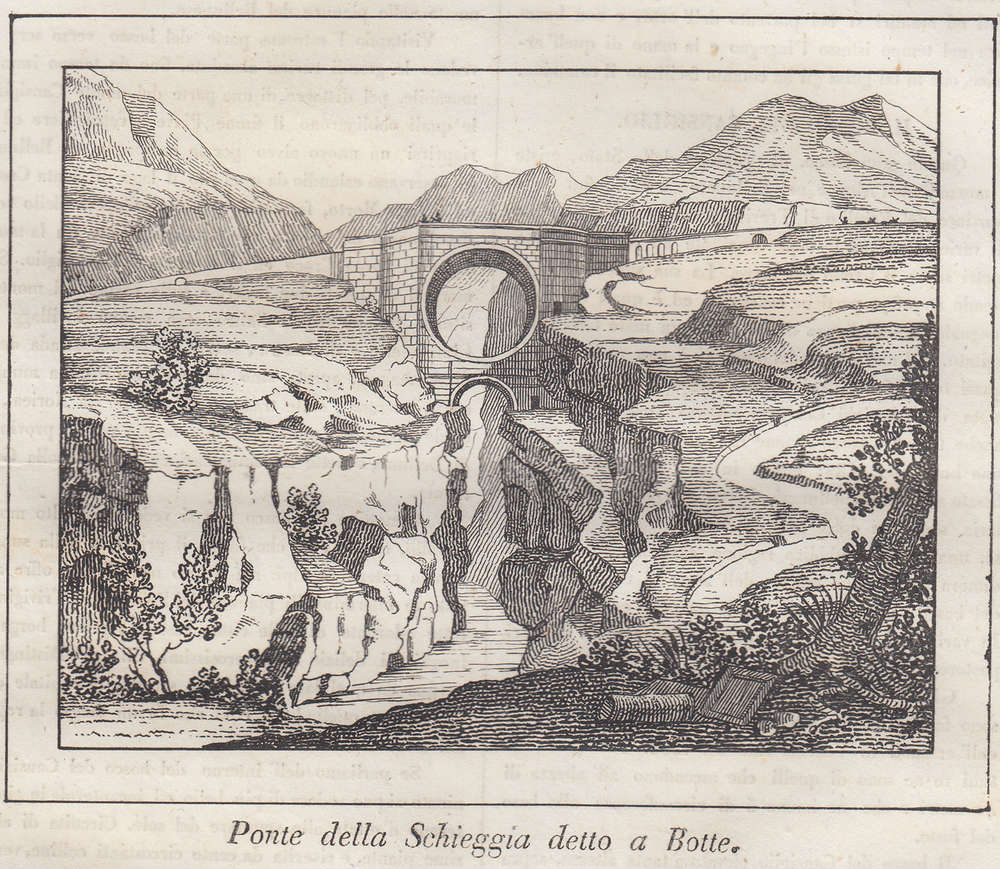
A Ponte a botte ("Ponte de barril") ao longo da Via Flaminia perto de Scheggia em uma xilogravura de 1837. Presume-se que o templo estava localizado na montanha acima da parte sul (direita) da ponte

A Tabula Peutingeriana, que remonta à segunda metade do século IV d.C., mostra, no ponto onde a Via Flaminia cruza os Apeninos, a inscrição ad Ensem, referindo-se a uma estação de correios (mansio). Perto dele, há o desenho de um templo, com a inscrição "Iovis Penninus id e(st) Agubio", referindo-se à cidade vizinha de Gubbio (Iguvium). A Statio ad Hensem, mencionada por todos os antigos Itineraria (Antonino, Gaditano, Burdigalense), ficava a 133 milhas de Roma ao longo da Via Flaminia, e foi identificada com a moderna vila de Scheggia. Iguvium não é citada no Itineraria, pois não estava situada ao longo da estrada romana, e é mencionada apenas na Tabula, pois era a cidade mais próxima do Templo de Júpiter. É possível que Ad Hensem pertencesse ao território da cidade, fato confirmado por Plínio, o Jovem, que escreve em sua Naturalis historia que os habitantes de Iguvium costumavam vender ao longo da Via Flaminia uma certa erva medicinal.
Em uma obra do século XIX, as ruínas então visíveis perto de il castello della Scheggia foram atribuídas ao santuário mencionado nas fontes antigas. De acordo com Gaetano Moroni, o Templo de Júpiter Apenino estaria localizado em La Piaggia dei Bagni di Scheggia, a cerca de 2,5 km da vila de Scheggia. Este lugar fica perto da moderna Ponte a Botte ("Ponte do Barril"), erguida em 1802-5 ao longo da Via Flamínia, no local chamado Campo delle Grigne, ou seja, "o campo de rochas conglomeradas", nas encostas noroeste do Monte Sènnico (também conhecido como delle Pianelle ou Petrara). Esta área pertenceu ao território das antigas cidades de Iguvium e Luceoli [ it ], e agora fica na fronteira entre os municípios de Scheggia e Pascelupo, na província de Perúgia, e Cantiano, na província de Pesaro e Urbino. O templo ficava onde a antiga Via Flamínia cruzava os Apeninos, a 135 milhas romanas de Roma. Antes da construção da ponte de barril, a estrada descia, cruzava um riacho e subia a montanha em uma rota tortuosa de nove curvas (conhecida como Lumaca di Scheggia, "Caracol de Scheggia"). De acordo com uma passagem de Claudiano mencionada abaixo, é provável que o templo ficasse no topo da encosta, em correspondência com a moderna Casa Cantoniera de ANAS (a casa de serviço dos trabalhadores da estrada).

## História
Para aqueles que aceitam a versão da descoberta das Tábuas Iguvinas perto de Scheggia em 1444, elas estavam alojadas no templo. Nesse caso, o santuário–semelhante ao Fanum Voltumnae dos etruscos–pode ser identificado como o santuário federal dos úmbrios. Como tal, deve ter sido de idade considerável e teria sido romanizado em uma data posterior. O período ante quem para sua construção é o primeiro século E.C., a idade do cipo citado na próxima seção. Naquela época, o templo estava localizado no coração da Regio VI Umbria.
De fontes antigas sabe-se que no século III E.C. o santuário era famoso como um santuário oracular: na Historia Augusta, Flávio Vopisco relata como o imperador Aureliano (r. 270–275) queria exibir em seu templo do Sol em Roma uma estátua de ouro de Júpiter e como, "Appenninis sortibus additis" ("de acordo com a resposta do oráculo dos Apeninos"), ele queria chamá-la com o nome de Júpiter "Cônsul" ou "Consultor". Outro autor da Historia Augusta, Trebélio Pólio, conta como o imperador Cláudio Gótico (r. 268–270) consultou o oráculo "nos Apeninos" três vezes, para si mesmo, para seus descendentes e para seu irmão Quintilo.
A importância do templo pode ser inferida também pelo fato de que na Tabula Peutingeriana é um dos três templos retratados ao longo de toda a Via Flamínia.
O santuário ainda estava de pé no início do século V: o poeta Claudiano, descrevendo a viagem de Honório (r. 393–423) de Ravena a Roma em 404, relata como, após o desfiladeiro de Furlo, o imperador  
...exuperans delubra Iovis saxoque minantes / Appenninigenis cultas pastoribus aras
...supera o santuário de Júpiter e os altares suspensos sobre a rocha, venerados pelos pastores dos Apeninos

## Descobertas

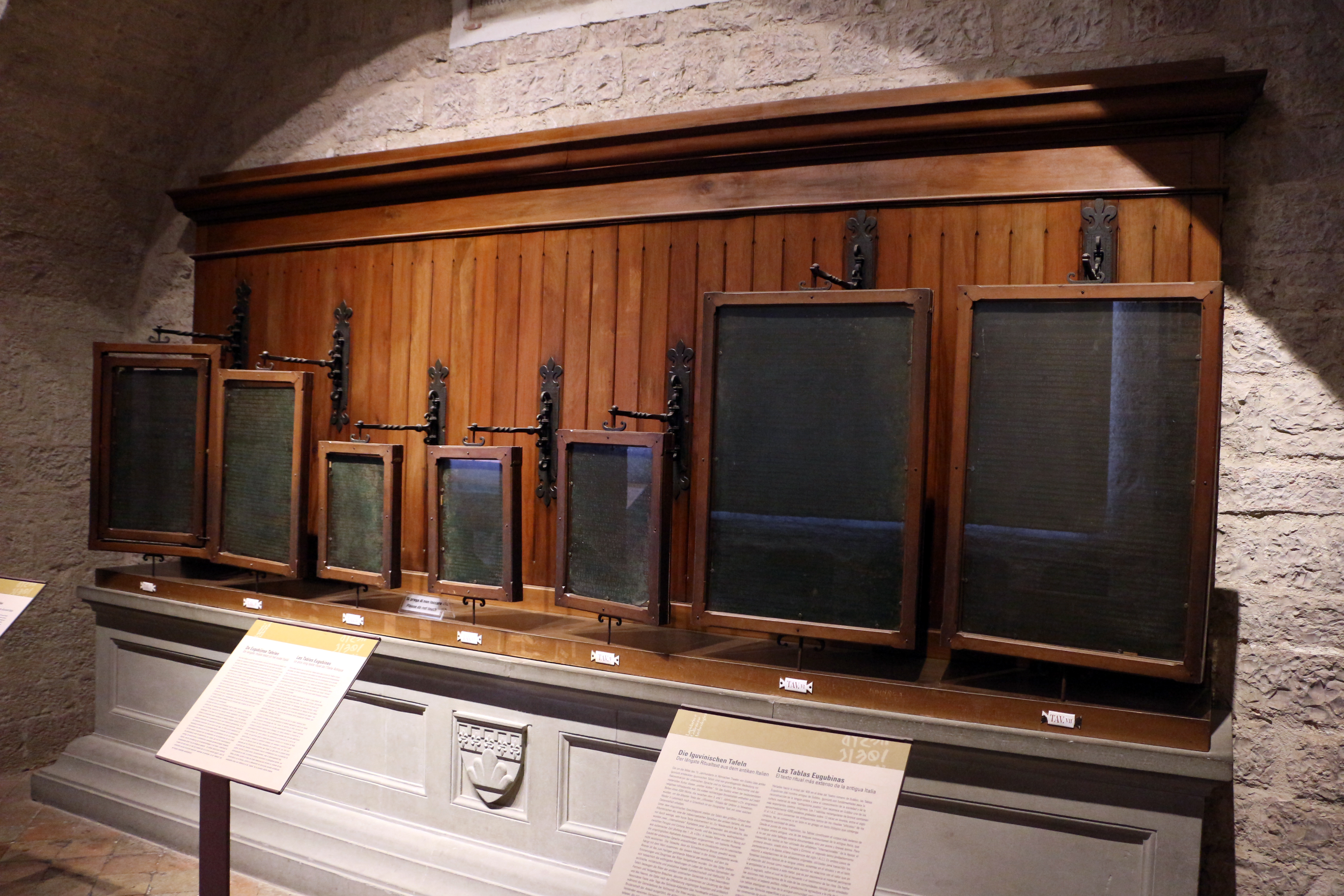
As Tábuas Iguvinas estavam provavelmente em exposição no templo de Iupiter

No início do século XVIII, durante as obras de melhoria da via Flaminia ordenadas pelo Papa Clemente XI (r. 1700–1721), ruínas de edifícios antigos e uma inscrição em um cipo memorial foram encontradas na localidade de Piaggia dei Bagni, entre o que é hoje Scheggia e Pontericciòli di Cantiano. O cipo, que remonta ao primeiro século E.C. e agora mantido no Museo lapidario maffeiano [ it ] em Verona, traz a seguinte dedicatória de um casal de liberti ("libertos") de origem grega a Jupiter Apenninus. 
IOVI APENINO - T. VIVIVS CARMOGENES (ET) SVLPICIA EV(PHRO)SINE CONIVX - V.S.D.D.
Tito Vívio Carmógenes e sua esposa Sulpícia Eufrosina, tendo cumprido seu voto, dedicaram para Júpiter Apenino
Outro cipo, encontrado no início do século XVIII no mesmo local onde a epígrafe anterior foi encontrada e agora no Museo di antichità [ it ] em Turim, foi dedicado a Júpiter Ótimo Máximo por uma mulher romana:
I.O.M.S. - PRO SALVTE CN ACONI CRESCENT(II) ARA POSVIT BAEBIDIA POTESTAS
Sagrado to Júpiter Ótimo Máximo. Bebidia Potestas ergueu o altar para a saúde de Gnaeus Acon Crescentius
Um raio está esculpido no lado esquerdo e uma águia no lado direito do cipo, ambos símbolos do deus. A descoberta na Piaggia dei Bagni de duas epígrafes, ambas relacionadas a Júpiter, reforça a hipótese sobre a localização do Templo de Júpiter Apenino neste lugar.
Escavações mais recentes na Piaggia dei Bagni trouxeram à luz tanques da era romana, que coletavam água de fontes locais, hipoteticamente conectadas ao santuário. Eles são semelhantes às piscinas construídas ao lado do Templo da Fortuna Primogênita em Praeneste. Essas piscinas, que esclarecem a origem do nome do lugar ("limpeza dos banhos"), permitiam que os fiéis se lavassem e realizassem abluções antes de rezar no templo.
A estrutura do templo, no entanto, desapareceu completamente.